# Abduvohid Nematov
Abduvohid Nematov (sinh ngày 20 tháng 3 năm 2001) là một cầu thủ bóng đá người Uzbekistan hiện tại đang thi đấu ở vị trí thủ môn cho câu lạc bộ Nasaf tại Giải bóng đá ngoại hạng Uzbekistan và Đội tuyển bóng đá quốc gia Uzbekistan.

## Sự nghiệp thi đấu quốc tế
Nematov ra mắt quốc tế cho Uzbekistan vào ngày 3 tháng 9 năm 2020, trong trận đấu giao hữu gặp Tajikistan. Trận đấu đó kết thúc với tỷ số 2-1 nghiêng về Uzbekistan.

## Thống kê sự nghiệp

### Quốc tế
Tính đến 29 tháng 12 năm 2023
| Uzbekistan | Uzbekistan | Uzbekistan |
| Năm        | Trận       | Bàn thắng  |
| ---------- | ---------- | ---------- |
| 2020       | 4          | 0          |
| 2021       | 2          | 0          |
| 2023       | 1          | 0          |
| Tổng cộng  | 7          | 0          |

## Danh hiệu

### Câu lạc bộ
Nasaf
- Á quân Giải bóng đá ngoại hạng Uzbekistan: 2017, 2020